# Novik (corvette)
Pour les articles homonymes, voir Novik (homonymie).
Le Novik, en russe : Новик, est une corvette à voiles et à moteur de la Marine impériale de Russie. Le Novik, contrairement à ses illustres prédécesseurs, le croiseur Novik et le destroyer Novik, ne fut engagé dans aucun conflit.

## Construction

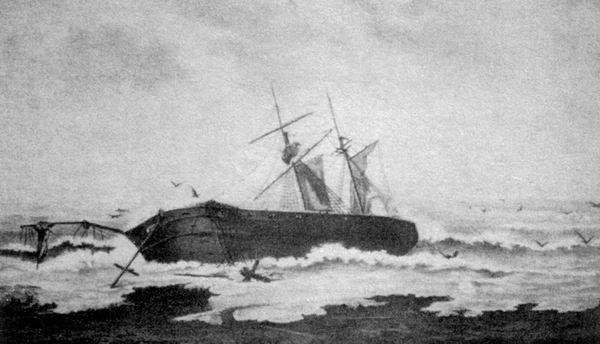
La corvette Novik battue par les vagues

Le Novik a deux sister-ships, le Bogatyr et le Voïvoda. Il est fait de bois de chêne, de pin et de mélèze. Les plans sont réalisés par le poroutchik (lieutenant de vaisseau) Ivachtchenko. Sa construction débute le 9 octobre 1855 et son lancement a lieu le 10 juin 1856. Le prix de la construction de cette corvette s'élève à 123 949 roubles. En 1861, la corvette est dotée d'une nouvelle chaudière fabriquée en Angleterre pour un coût de 71 910 roubles. Le Novik possède un déplacement de 903 tonnes.

## Carrière dans la Marine impériale de Russie
En septembre 1861, le Novik part effectuer un tour du monde.
À l'automne de 1863, il quitte la Russie pour la côte ouest de l'Amérique du Nord au sein d'une escadre composée des corvettes Bogatyr, Kalevala et Rynda,  et des clippers Gaïdamak et Abrek. Cette expédition est dirigée par le contre-amiral Alexandre Popov. Le 14 septembre de la même année, la corvette, en entrant dans un épais brouillard, heurte des rochers et sombre dans la baie de San Francisco.

## Commandants du Novik
- D.I. Kouznetsov
- Lieutenant de marine Kopytov
- A.A. Popov

## Sources
- (ru) Cet article est partiellement ou en totalité issu de l’article de Wikipédia en russe intitulé « Новик (корвет) » (voir la liste des auteurs).